# Заключье (Тверская область)
Заключье — деревня в Бологовском районе Тверской области.

## География
Деревня находится в 5 км от Лыкошино.

## Население
По данным 2008 года население деревни составило 12 человек.

## Усадьба А. С. Хренова
Усадьба была построена приблизительно в 1897 году петербургским архитектором А. С. Хреновым. На территории усадьбы он занимался разведением лошадей, расписывался как «коннезаводчик Хренов». После революции 1917 года архитектор покинул усадьбу и больше никогда туда не возвращался.

## Власть
Деревня в административном плане относится к Валдайскому сельскому поселению Бологовского района
Тверской области.